# شیخ احمد جامی
شیخ الاسلام «احمد ابن ابوالحسن جامی نامقی ترشیزی» معروف به شیخ احمد جام (زاده ۴۴۰ - درگذشته ۵۳۶ هجری قمری) ملقب به «ابونصر احمد ژنده‌پیل» یا به‌طور خلاصه «ژنده‌پیل» از عارفان، صوفیان و شاعران سده ششم و دوره سلجوقی بود. عمر او تا ۲۲ سالگی به بطالت و می‌خوارگی گذشت ولی در همین دوران بود که توبه کرد و دوازده سال در کوه‌های نامق و سپس شش سال در کوه‌های بزد عزلت کشید و در مسجد نور که هنوز هم بنای آن همان‌جاست رفت و در آنجا به هدایت و راهنمایی مردم می‌پرداخت. سرانجام پس از هجده سال و در ۴۰ سالگی برای ارشاد مردم به میان تربت جام آمد.
وی در زندگی خود سفرهای بسیاری کرد و به نیشابور، هرات، بوزجان، مرو، باخرز و بسطام مسافرت کرد و با بعضی از مشایخ خراسان نیز آشنایی پیداکرد. در معدآباد جام خانقاهی برپاکرد و به تألیف کتاب و تربیت مریدان پرداخت. در مدت کوتاهی آوازهٔ او بلند شد و مورد توجه امرا و حاکمین قرار گرفت. سلطان سنجر که اوصاف او را شنیده بود، برای دیدن او به قریهٔ معدآباد آمد و از مریدان وی گشت. طول عمر وی را بیشتر مراجع ۹۵ سال و بعضی ۹۶ سال ذکر کرده‌اند. در سالهای پایان زندگی به سفر حج رفت و در دهم محرم سال ۵۳۶ قمری درگذشت. آرامگاه وی که به مزار شیخ جام معروف است امروزه نیز زیارتگاه مریدان و دوست‌داران وی است.

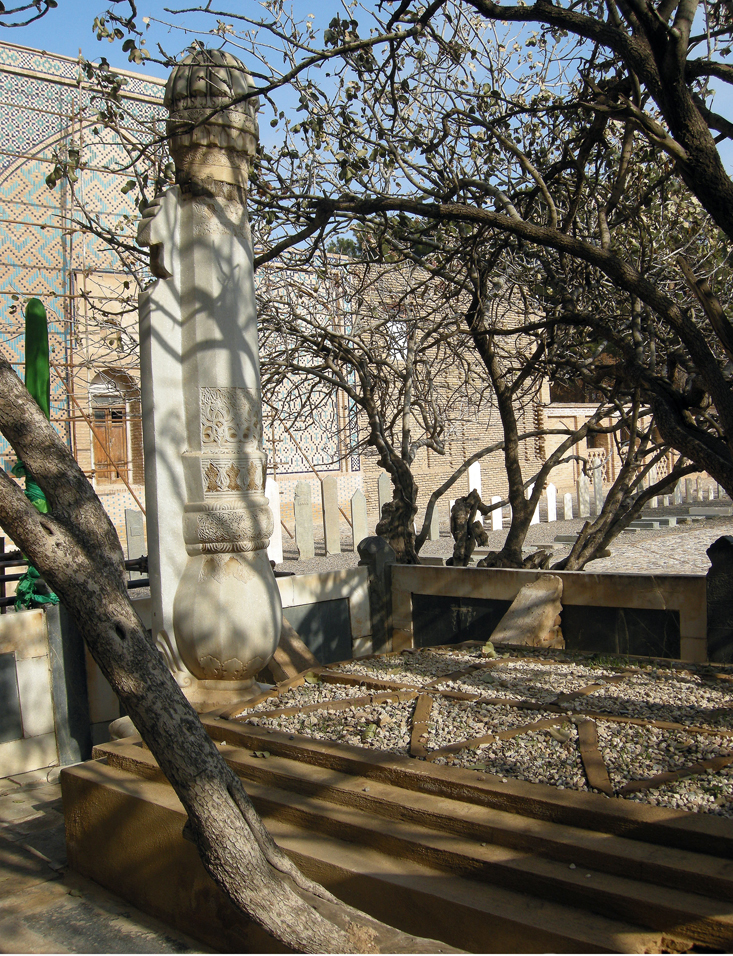
قبر شیخ احمد جامی در تربت جام. قبر شیخ در هوای آزاد در جلوی ایوان مسجد قرار دارد. بر روی قبر نمادی سنگی به ارتفاع حدود دو متر با حکاکی‌های زیبا قرار داده شده است. روی قبر شیخ هیچ سنگی قرار داده نشده و تنها یک درخت پسته کاشته شده است.

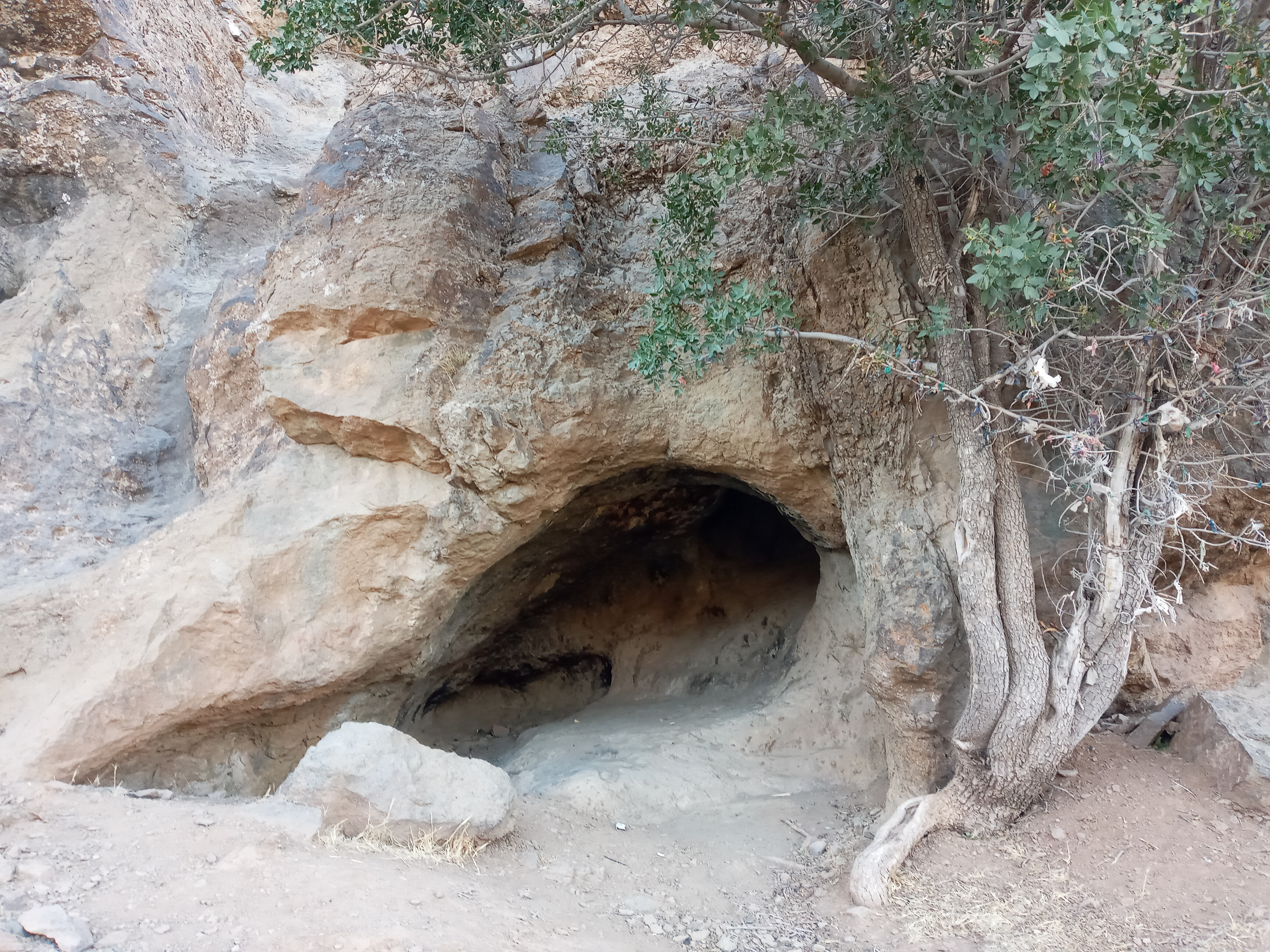
غار شیخ احمد جامی در نامق

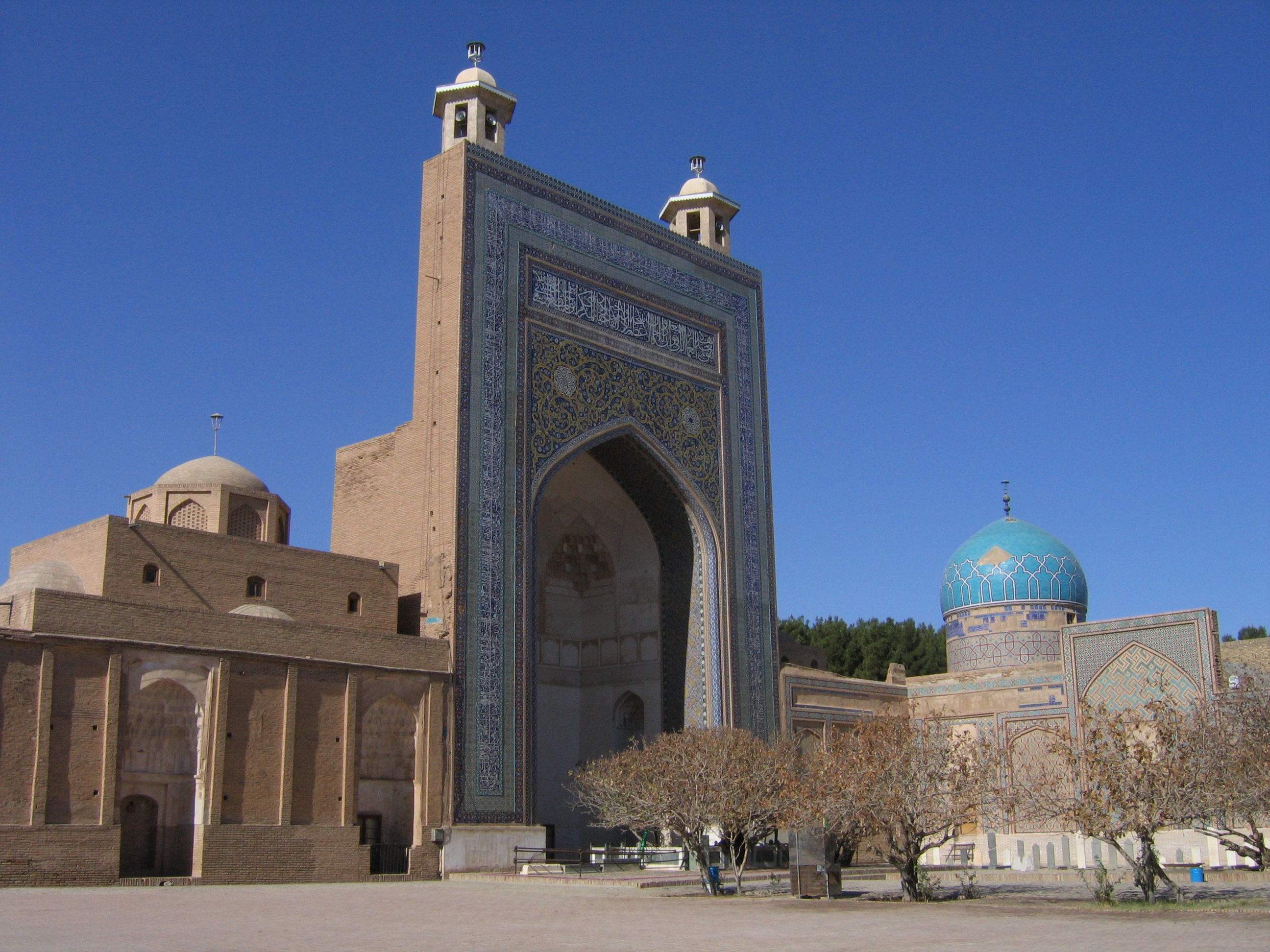
آرامگاه شیخ احمد جامی در تربت جام

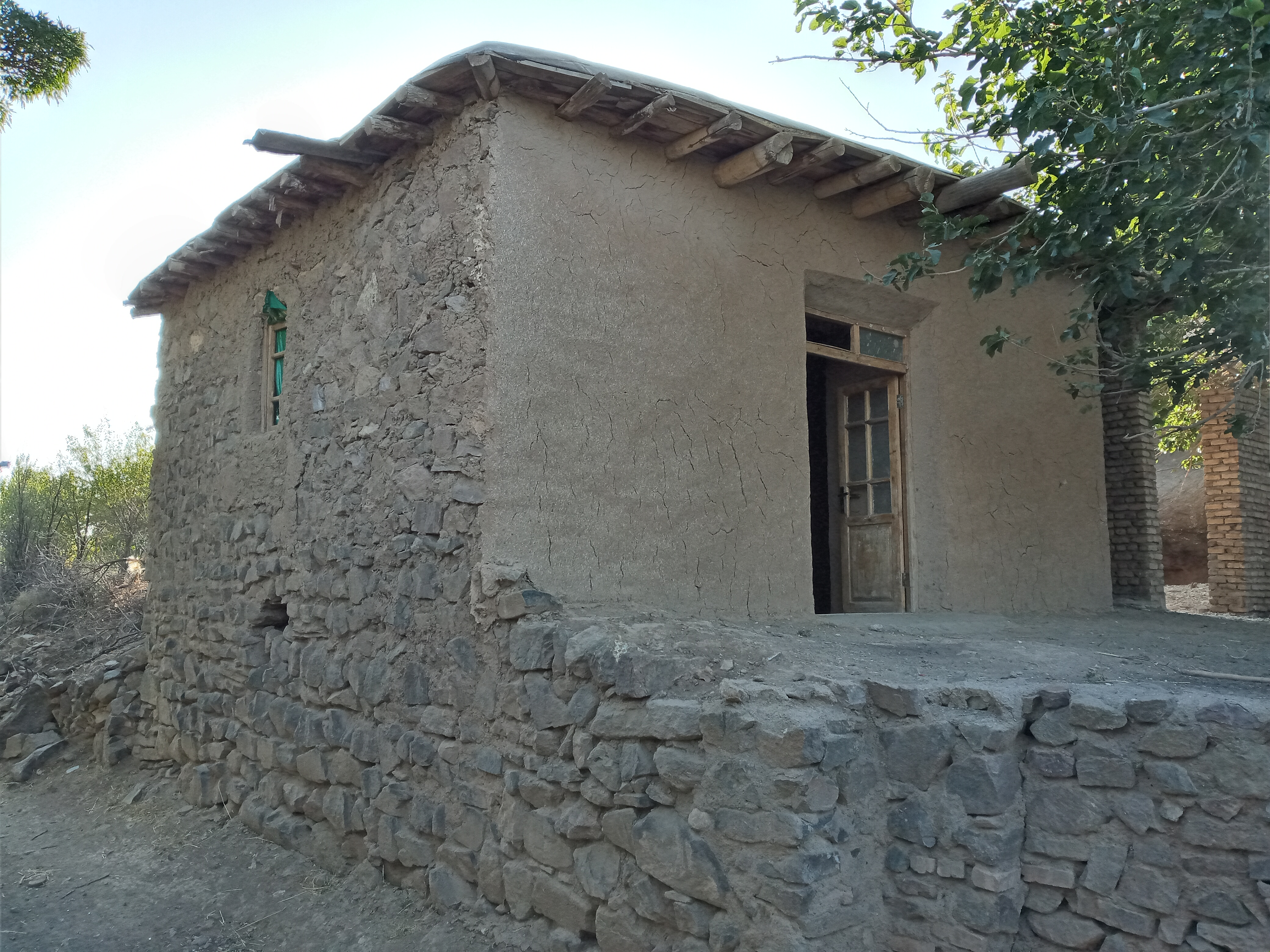
آرامگاه پدر شیخ احمد جامی در نامق

## زندگی‌نامه
او در سال ۴۴۰ هجری قمری (و یا۴۴۱ هجری قمری) در روستای نامق شهرستان کوهسرخ متولدشد. نیاکان او از نوادگان جریر بن عبدالله، (از صحابه پیامبر اسلام) بودند. نام او با القابی که به او داده‌اند چنین است: «شیخ‌الاسلام، قطب الاوتاد، شیخ ابونصر احمد ژنده‌پیل». گاه او را «پیر جام» یا شیخ جام نیز نامیده‌اند.
نیای بزرگ او جریر بن عبداللّه بجلی از صحابه پیغمبر بود و گویند در تیراندازی در میان عرب مانند نداشت.
مشهور است در جوانی تحولی روحی به او دست داد و به عرفان روی آورد. از مردم کناره گرفت و ۱۲ سال در ارتفاعات کوهستان نامق و سپس ۶ سال در کوهستان بزد گوشه گرفت و به مطالعه در قرآن و تفاسیر و تحقیق در حال عرفاً پرداخت، یعنی روی‌هم‌رفته ۱۸ سال در خلوت و انزوا به‌سر برد.
مسلماً این دوران خلوت و انزوا در زندگی شیخ جام دورانی پربار و مؤثر بوده است و بسیاری از معلومات و اندوخته‌ها و تجربه‌های معنوی در آن دوران رقم خورده است. وی در چهل سالگی به تعلیم و ارشاد و گفتار و نگارش رساله و کتاب پرداخت و ناحیهٔ جام (زام) پایگاه حضور معنوی وی گردید و وی نیز به سبب همین حضور دیرپا به شیخ جام ملقب گردید. وی سفرهایی به نقاط مختلف کرد. در این سفرها بود که نفوذی در طبقات مختلف به‌وجود آورد و مردمانی به او روی آوردند. شیخ جام در ۱۰ محرم ۵۳۶ هجری قمری درگذشت. او را در خانقاهش واقع در معد آباد که بعدها به تربت جام شهرت یافت دفن کردند.

## آثار

### آثار شیخ جام
آثار او به زبان فارسی هستند شامل یک رساله، شش کتاب به نثر و یک دیوان شعر: نوشته‌های وی که تماماً به زبان فارسی است، علاوه بر ارزشی که از نظر شناختن عقاید متصوفه دارد از جهت زبان و لغت نیز در خور توجه و به علت قدمت ۸۵۰ تا ۹۰۰ ساله خود سند و یادگاری گرانبها از نخستین روزگاران ادبیات فارسی است. البته بخشی از آثار او نیز به دست ما نرسیده است، از آن جمله است: «مفتاح القلوب»، «فتوح الروح»، «تذکیرات»، «اعتقادنامه»، «زهدیات» و بخش مهمی از دیوان و اشعار او.
- رساله سمرقندیه: رساله‌ای است مشتمل بر نامه‌های شیخ در پاسخ به پرسش‌هایی که از او می‌شده است، به‌خصوص پرسش‌های مردم سمرقند. بخشی از این رساله به صورت ضمیمه همراه با کتاب مقامات ژنده‌پیل، به همت حشمت مؤید چاپ شده است. همچنین حسن نصیری جامی نیز این کتاب را تصحیح کرده است.
- انس‌التائبین و صراط الله المبین: کتابی است صوفیانه با نثری ساده و روان در ۴۵ باب به صورت پاسخ به سؤالهایی که مریدان مطرح می‌کرده‌اند. تاریخ تألیف این کتاب به درستی مشخص نیست، اما از آنجا که در کتاب منتخب سراج‌السائرین، نامی به میان آمده است، پس طبعاً تاریخ چاپ کتاب باید قبل از سراج السائرین (تاریخ تألیف: ۵۱۳ ق) بوده باشد. این اثر شیخ ابتدا در ۲۰ باب در سال ۱۳۵۰ توسط علی فاضل و بار دیگر با مقدمه، تصحیح و تعلیقات در سال ۱۳۶۸ توسط او از سوی انتشارات توس منتشر گردیده است.
- مفتاح‌النجات: کتاب مفتاح النجات شامل یک مقدمه و هفت باب و دو فصل است. شیخ کتاب را به درخواست پسرش ـ خواجه ابوبکر نجم‌الدین ـ که تائب شده بود نوشت. این کتاب، کتابی اخلاقی و عرفانی است و ضمن آن می‌شود با پاره‌ای از افکار و عقاید شیخ درباب این مسائل آشنا گردید. این اثر شیخ با مقدمه، تصحیح و تعلیقات علی فاضل از سوی انتشارات پژوهشگاه علوم انسانی و مطالعات فرهنگی منتشر گردیده است.[۶]
- روضةالمذنبین و جنةالمشتاقین: این کتاب که مشتمل بر ۲۳ باب است و در فاصله سالهای ۵۲۰ تا ۵۲۶ ق تألیف شده و به سلطان سنجر اهدا شده است. به گفته خود شیخ، مقصود از نوشتن این کتاب، امیدوارکردن گناهکاران به رحمت الهی بوده است. این اثر شیخ با مقدمه، تصحیح و تعلیقات علی فاضل از سوی انتشارات پژوهشگاه علوم انسانی و مطالعات فرهنگی در سال ۱۳۵۵ منتشر گردیده است.
- کنوزالحکمة: آخرین کتاب تألیف شیخ جام که وی آن را در سن ۹۳ سالگی نوشته است.[۷] کتاب، مشتمل بر یک مقدمه و بیست باب است که نیمی از آن، به تفسیر عرفانی آیات قرآنی پرداخته و ده باب دیگر (باب اول و باب‌های دوازدهم تا بیستم) به مباحث دقیق عرفان و حکمت اختصاص دارد. این اثر شیخ به تصحیح علی فاضل و مقدمه حسن نصیری جامی سوی انتشارات پژوهشگاه علوم انسانی و مطالعات فرهنگی منتشر گردیده است.[۸]
- سراج‌السائرین: این کتاب لزوماً اولین کتاب شیخ جام نیست، ولی می‌توان آن را اولین کتاب تاریخ‌دار او دانست. شیخ این کتاب را در ۵۱۳ ق. نوشته است.[۷] کتاب در اصل در چهار مجلد نوشته شده بود که یک جلد آن در حمله مغول از بین رفته و سه مجلد دیگر در هفتاد و پنج باب تا سده نهم هجری و زمان تألیف خلاصة المقامات (سال ۸۴۰) موجود بوده است. پس از همه حوادث و هجوم‌ها تنها بیست و سه باب ـ چیزی حدود یک‌سوم حجم آن ـ باقی مانده که در یک نسخه یگانه در کتابخانه ملک نگهداری می‌شود. این اثر شیخ با مقدمه، تصحیح و تعلیقات حسن نصیری جامی از سوی انتشارات پژوهشگاه علوم انسانی و مطالعات فرهنگی منتشر گردیده است.[۹]
- بحارالحقیقة: این اثر که در دهه پایانی عمر شیخ‌جام و در سال ۵۲۷ ق.[۷] تألیف شد، مجموعه‌ای از جلوه‌های عرفانی و اندیشه‌ورزی او را به تصویر می‌کشد و به نکته‌هایی از واقعیت‌های زندگی او قبل و بعد از تحول روحی‌اش اشاره می‌کند. بحارالحقیقه شامل یک مقدمه و هیجده باب است و آغاز آن نشان از اسلوب مجلس‌گویی شیخ دارد. مقدمه و بسیاری از باب‌های این اثر، گفته‌های شیخ در جمع مریدان و مخاطبان در مجلس است. این اثر شیخ با مقدمه، تصحیح و تعلیقات حسن نصیری جامی از سوی انتشارات پژوهشگاه علوم انسانی و مطالعات فرهنگی منتشر گردیده است.[۱۰]
- دیوان شعر احمد جام: مجموعه اشعار منسوب به احمد جام، اول‌بار در شهرهای لاهور، لکهنو و کانپور به چاپ رسید. در سال ۱۳۶۵ به تصحیح احمد کرمی از سوی انتشارات نشریات ما منتشر شده است.[۱۱] در انتساب تمامی اشعار این دیوان به خود شیخ جای سؤال و تردید است، اما شکی نیست که وی دیوان اشعاری داشته است. چه که در کتاب‌های مقامات ژنده‌پیل نوشته سدیدالدین غزنوی، و حدیقة الحقیقة نوشته نوادهٔ شیخ، محمد بن مطهر نیز از اشعار و تصانیف او سخن به میان آورده شده است.

### آثار دربارهٔ شیخ جام
الف. آثار دودمانی و خانقاهی: آثاری که دربارهٔ زندگی و احوال شیخ جام به قلم فرزندان و اعقاب و مریدان شیخ نگاشته شده و در شناخت زندگی و حکایات احوال وی و فرزندان وی راه گشاست:
- مقامات ژنده پیل به قلم سدیدالدین محمد غزنوی. این اثر با مقدمه و تصحیح حشمت مؤید سنندجی از سوی انتشارات علمی و فرهنگی منتشر گردیده است.
- مقامات منظوم شیخ جام از سراینده‌ای ناشناس. این اثر با مقدمه و تصحیح حسن نصیری جامی از سوی انتشارات پژوهشگاه علوم انسانی و مطالعات فرهنگی منتشر گردیده است.
- خلاصةالمقامات به قلم ابوالمکارم جامی
- رساله در اثبات بزرگی شیخ جام به قلم فرزند شیخ، شهاب الدین اسماعیل. این اثر با مقدمه، تصحیح و توضیحات حسن نصیری جامی از سوی انتشارات پژوهشگاه علوم انسانی و مطالعات فرهنگی منتشر گردیده است.
- روضةالریاحین به قلم درویش علی بوزجانی. این اثر با مقدمه و تصحیح حشمت مؤید سنندجی از سوی انتشارات بنگاه ترجمه و نشر کتاب منتشر گردیده است.
- حدیقةالحقیقه به قلم نواده شیخ، قطب الدین محمد بن مطهر. این اثر با مقدمه، تصحیح و توضیحات حسن نصیری جامی از سوی انتشارات پژوهشگاه علوم انسانی و مطالعات فرهنگی منتشر گردیده است.

ب. آثار دیگر نویسندگان دربارهٔ شیخ جام:
- درویش ستیهنده به قلم محمدرضا شفیعی کدکنی، انتشارات سخن، ۱۳۹۳
- از جام شیخ جام گزیده‌ای از آثار شیخ جام، نوشته علی فاضل، انتشارات سخن، ۱۳۷۶
- کارنامه احمد جام نامقی در این کتاب شرح احوال و گفتار و رفتار و آثار و سوانح زندگی شیخ گردآوری شده است، نوشته علی فاضل، انتشارات توس. ۱۳۸۳
- شرح احوال و نقد و تحلیل آثار احمد جام نوشته علی فاضل، انتشارات توس، ۱۳۷۳
- شیخ جام چه می‌گوید؟ بررسی درو نمایه آثار شیخ جام، نوشته مژگان یعقوبی، انتشارات دستور، ۱۳۸۷
- دیدگاه‌های عرفانی شیخ جام نوشته یعقوب ندایی احمدی، انتشارات دستور، ۱۳۹۱
- منازل و مقامات (شرح اصطلاحات عرفانی با تکیه بر آثار شیخ جام)؛ نوشته یعقوب ندایی احمدی، انتشارات دستور، ۱۳۹۴